# هتل باغ مشیرالممالک یزد
هتل باغ مشیرالممالک یزد نخستین هتل باغ ایرانی با معماری و تجهیزات کاملاً سنتی و در عین حال مجهز به امکانات رفاهی در محل باغ قدیمی مشیرالممالک متعلق به دوره قاجاریان به وسعت ۱۳۰۰۰ متر مربع قرار دارد. محوطه زیبای باغ فواره‌ها و نهر آب جاری و معماری اصیل ایرانی این هتل باغ را به یکی از جاذبه‌های توریستی یزد تبدیل نموده‌است. این هتل در فهرست آثار ملی ایران به شماره ۷۷۷۸ به ثبت رسیده‌است.